# Lasiurus egregius
Lasiure roux
Espèce
Répartition géographique
Statut de conservation UICN

 DD  : Données insuffisantes
Lasiurus egregius, de nom commun Lasiure roux, est une espèce de chauves-souris américaines de la famille des Vespertilionidae.

## Description
L'espèce a une longueur de la tête et du corps de 70 mm, une longueur de l'avant-bras entre 48 et 50 mm, une longueur de la queue de 60 mm, une longueur du pied de 12 mm, une longueur des oreilles de 20 mm et un poids jusqu'à 20 g.
La fourrure est longue et douce. Les parties dorsales sont rougeâtres, avec la partie centrale des poils de couleur crème, plus marquée sur ceux de la tête et du cou et la base brun foncé, tandis que les parties ventrales sont orange vif avec la base des poils foncés. Le museau est pointu et large, en raison de la présence de deux masses glandulaires sur les côtés. Les oreilles sont longues, triangulaires et avec un bout arrondi. Le tragus est court, étroit, droit et avec une extrémité arrondie. Les membranes des ailes sont noirâtres, légèrement couvertes de poils près des côtés et attachées postérieurement sur les métatarses. La queue est complètement incluse dans la grande membrane interfémorale, qui est presque entièrement recouverte de poils. Le calcar est long et caréné.

## Répartition
Cette espèce est répandue au Panama, en Guyane et dans les États brésiliens de Minas Gerais, Pará, Pernambouc, Santa Catarina et Rio Grande do Sul.
Elle vit dans des forêts matures secondaires mélangées à des forêts tropicales.

## Biologie

### Alimentation
Lasiurus egregius est insectivore, il se nourrit d'insectes capturés en vol dans des espaces ouverts.

### Reproduction
Une femelle gravide avec deux embryons fut capturée en février au Panama.